# Diva
Diva (lat. diva: »božanstvena«) pojam je kojim se u popularnoj kulturi opisuje ženu koja se ističe po iznimnom talentu u svijetu opere, kazališta, filma, mode ili glazbe. U hrvatskom se jeziku kao sinonim za divu koristi i riječ »zvijezda.«
Riječ se u engleskom jeziku koristi od 19. stoljeća, a izvorno je opisivala istaknutu opernu pjevačicu. Diva se u suvremenom diskursu opisuje kao žena snažne osobnosti i samopouzdanja, koja ima »snažan osjećaj za sebe« te slobodno izražava vlastite stavove, neovisno o tuđim mišljenjima. Riječ, s druge strane, može imati i negativnu konotaciju; ponekad se koristi i kao pogrdan izraz za ženu koju se opisuje kao tešku, temperamentnu i zahtjevnu.

## U svijetu
Divama se u glazbi danas najčešće smatraju pjevačice s uspješnom dugogodišnjom karijerom koje okupljaju veliki broj obožavatelja. U SAD-u se među divama popularne glazbe često ističu Mariah Carey, Cher, Celine Dion, Aretha Franklin, Whitney Houston, Janet Jackson, Madonna, Diana Ross, Barbra Streisand i Donna Summer. Američki glazbeni televizijski kanal VH1 je od 1998. godine organizirao godišnji koncert pod nazivom VH1 Divas na kojemu su nastupile istaknute američke pjevačice popularne glazbe.
Dana International je pobijedila na Pjesmi Eurovizije 1998. s pjesmom »Diva« koja je koncipirana kao oda snažnim ženama u povijesti i mitologiji, a spominje Kleopatru, Afroditu i Viktoriju.

## U Hrvatskoj
Hrvatski mediji često navode Gabi Novak, Terezu Kesoviju, Josipu Lisac i Radojku Šverko kao neke od istaknutih hrvatskih pjevačkih diva. RTL je 2016. prikazao zabavnu emisiju posvećenu domaćim divama pod nazivom 10 najvećih diva Hrvatske.
Među hrvatskim opernim divama 19. i 20. stoljeća ističu se Matilda Mallinger, Ema Pukšec, Srebrenka Jurinac, Milka Trnina i Zinka Kunc.